# Dave Wilson (zwemmer)
David Dennis (Dave) Wilson (Long Beach (Californië), 5 oktober 1960) is een Amerikaans zwemmer.

## Biografie
Wilson nam deel aan de Olympische Zomerspelen van 1984 in eigen land. Tijdens dit toernooi won hij de zilveren medaille op de 100m rugslag en de gouden medaille op de 4x100m wisselslag.

## Internationale toernooien
| Jaar | Olympische Spelen                                              |
| ---- | -------------------------------------------------------------- |
| 1984 | 100m rugslag · 4x100m wisselslag · Wilson zwom enkel de series |